# Astyochia ithra
Astyochia ithra är en fjärilsart som beskrevs av Druce 1899. Astyochia ithra ingår i släktet Astyochia och familjen mätare. Inga underarter finns listade i Catalogue of Life.